# Désoxyose
Les désoxyoses sont des sucres (oses) dont l'un des groupements hydroxyles a été remplacé par un atome d'hydrogène.
Exemples de désoxyoses :
- Colitose
- Désoxyribose
- Fucose
- Rhamnose